# World Trade Center Transportation Hub

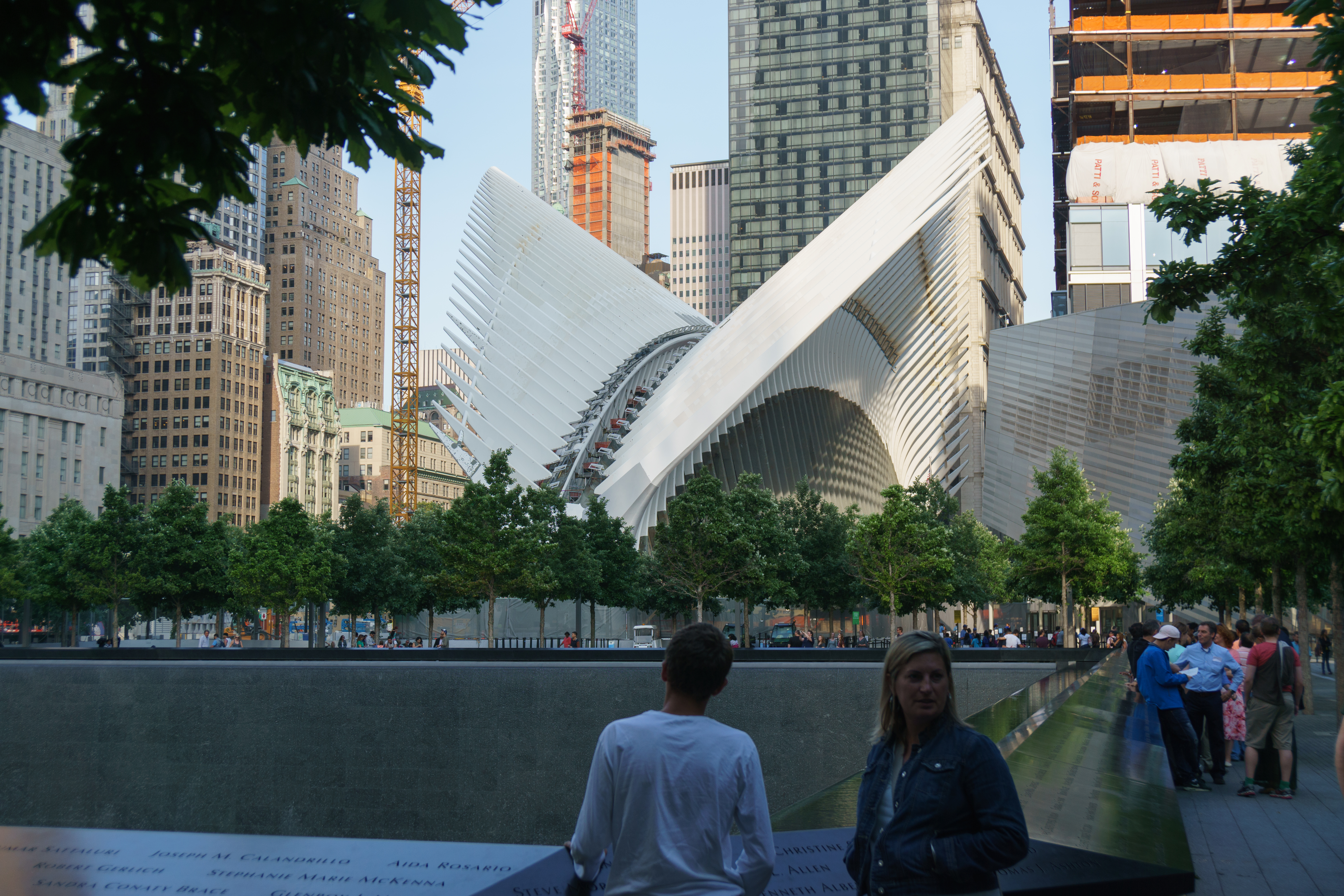
WTC Transportation Hub

World Trade Center Transportation Hub är en stor tunnelbanecentral i Lower Manhattan för PATH-tunnelbanan i New York.
Den ursprungliga stationen öppnades 1909 under namnet Hudson Terminal men revs för att ge plats för nya World Trade Center Station, som öppnade 1971. Efter 11 september-attackerna mot World Trade Center 2001 skadades stationen och en temporär station öppnade 2003. I mars 2016 öppnade slutligen den helt nya och ombyggda terminalen men nu under det nya namnet World Trade Center Transportation Hub. Den nya terminalbyggnaden är designad av kända arkitekten Santiago Calatrava och ska likna vingar. Utanför huvudbyggnaden ligger National September 11 Memorial & Museum. Terminalen är ihopbyggd via långa underjordiska gångar till flera av New Yorks tunnelbanas stationer och har förbindelser till 11 tunnelbanelinjer (linje 1,2,3,4,5,A,C,J,Z,R och W). Station Cortlandt Street på linje 1 förstördes i 11 september-attackerna men återbyggdes och invigdes igen 2018 under namnet WTC Cortlandt. Följande stationer är sammanbundna med varandra i komplexet: World Trade Center PATH, WTC Cortlandt (linje 1), Cortlandt Street (linje R,W), World Trade Center (linje E), Chambers Street (linje A,C), Park Place (linje 2,3) samt Fulton Street (linje 2,3,4,5,A,C,J,Z). 

## Bilder

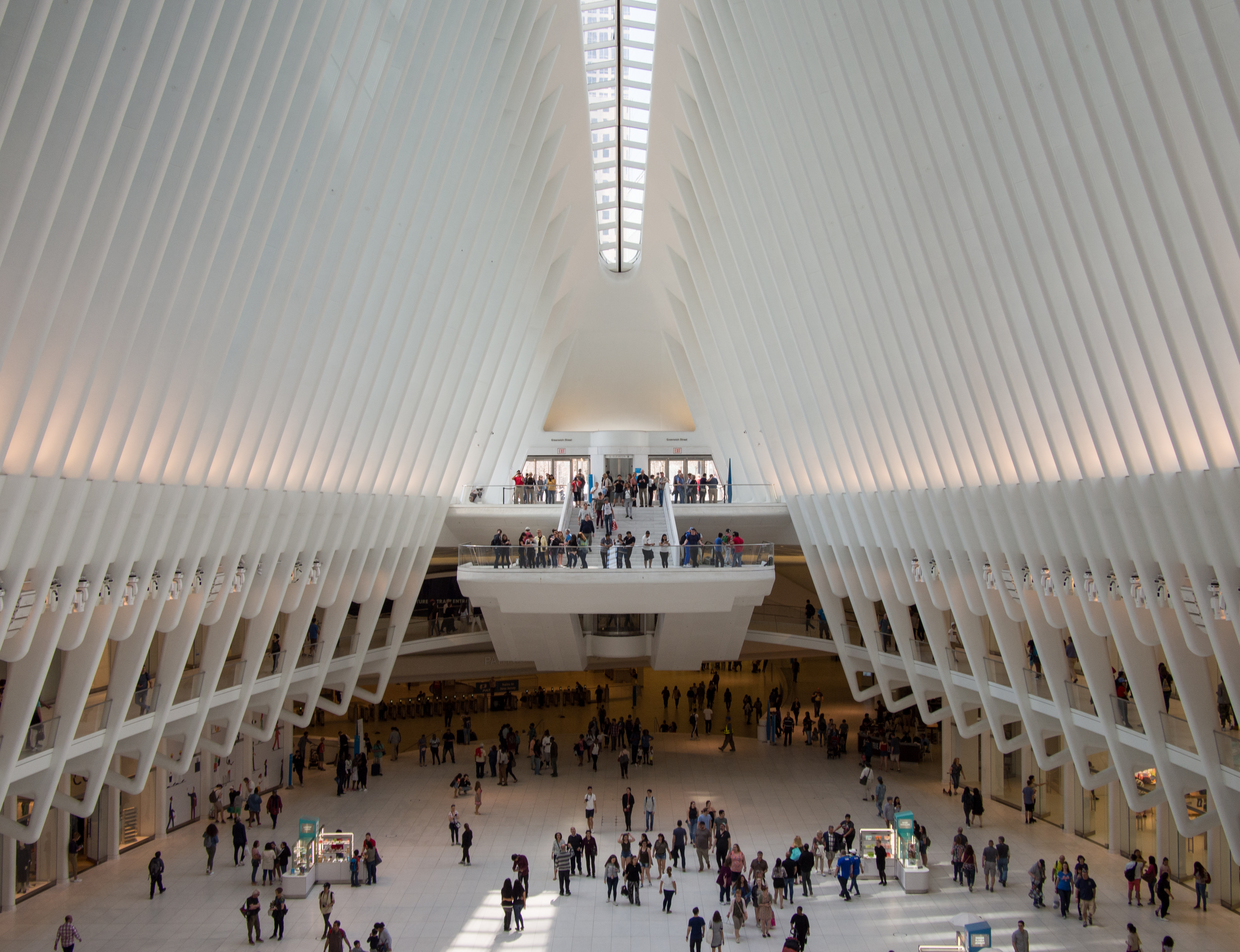
Insidan av World Trade Center Transportation Hub
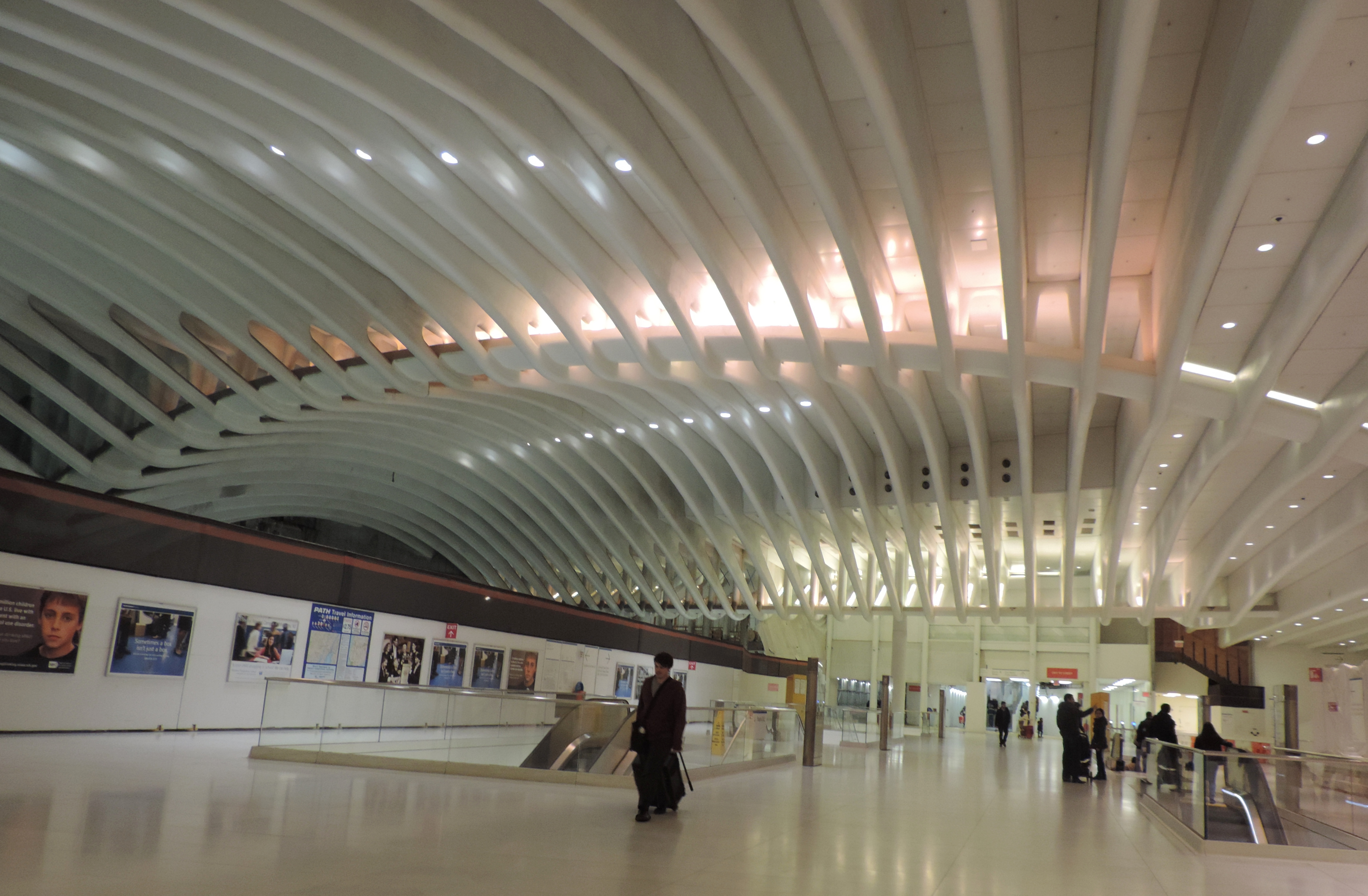
PATH-hallen
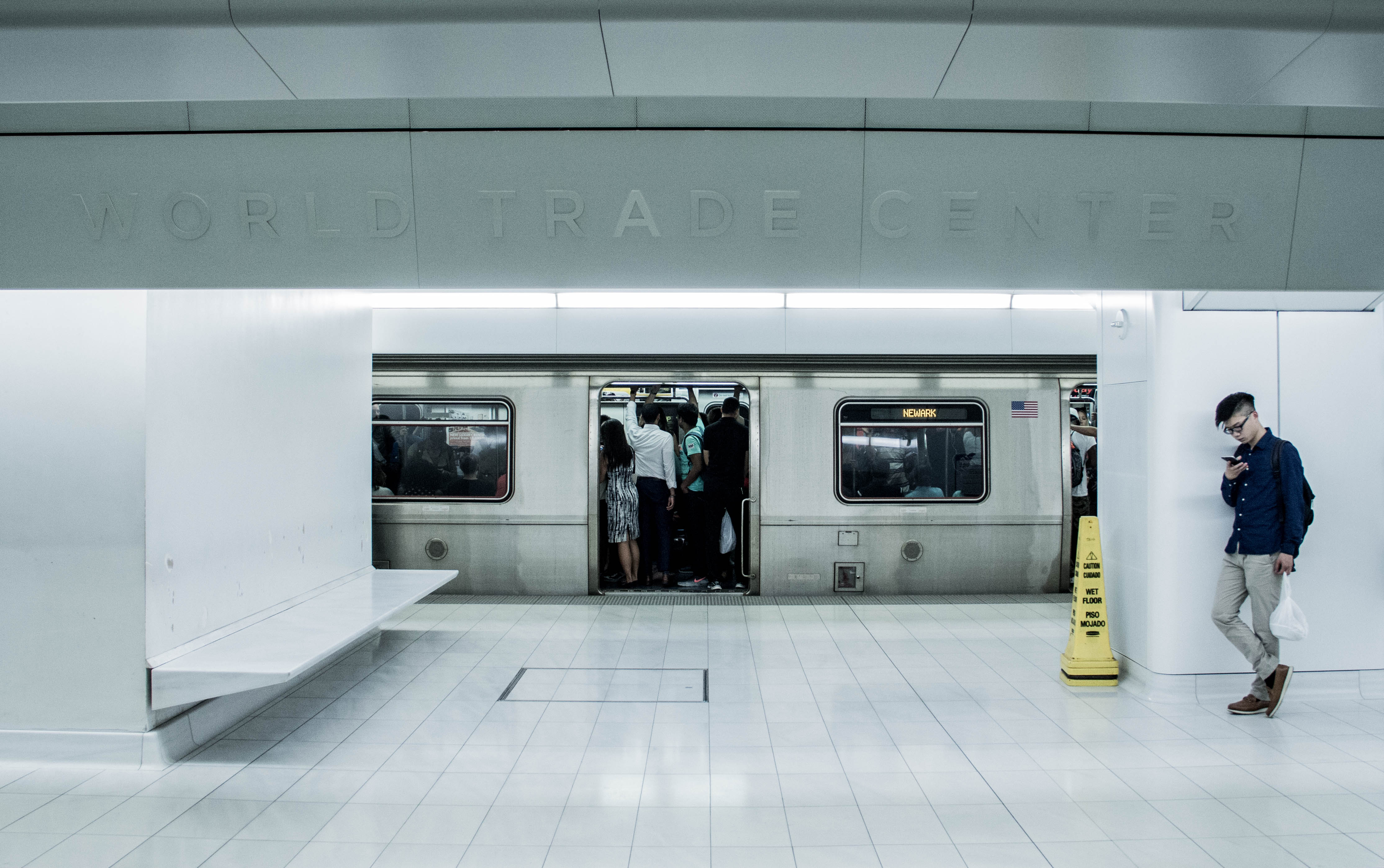
World Trade Center
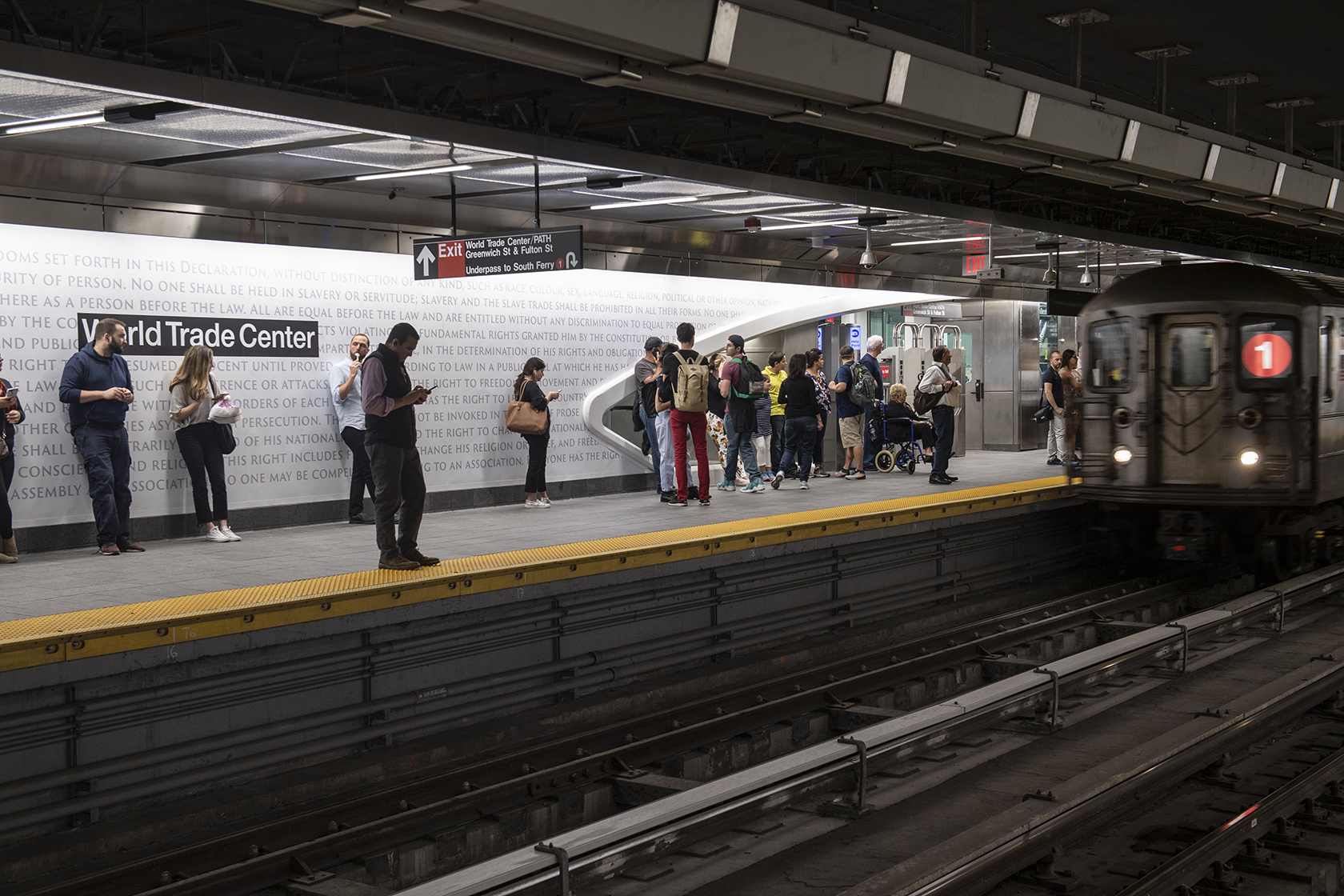
WTC Cortlandt
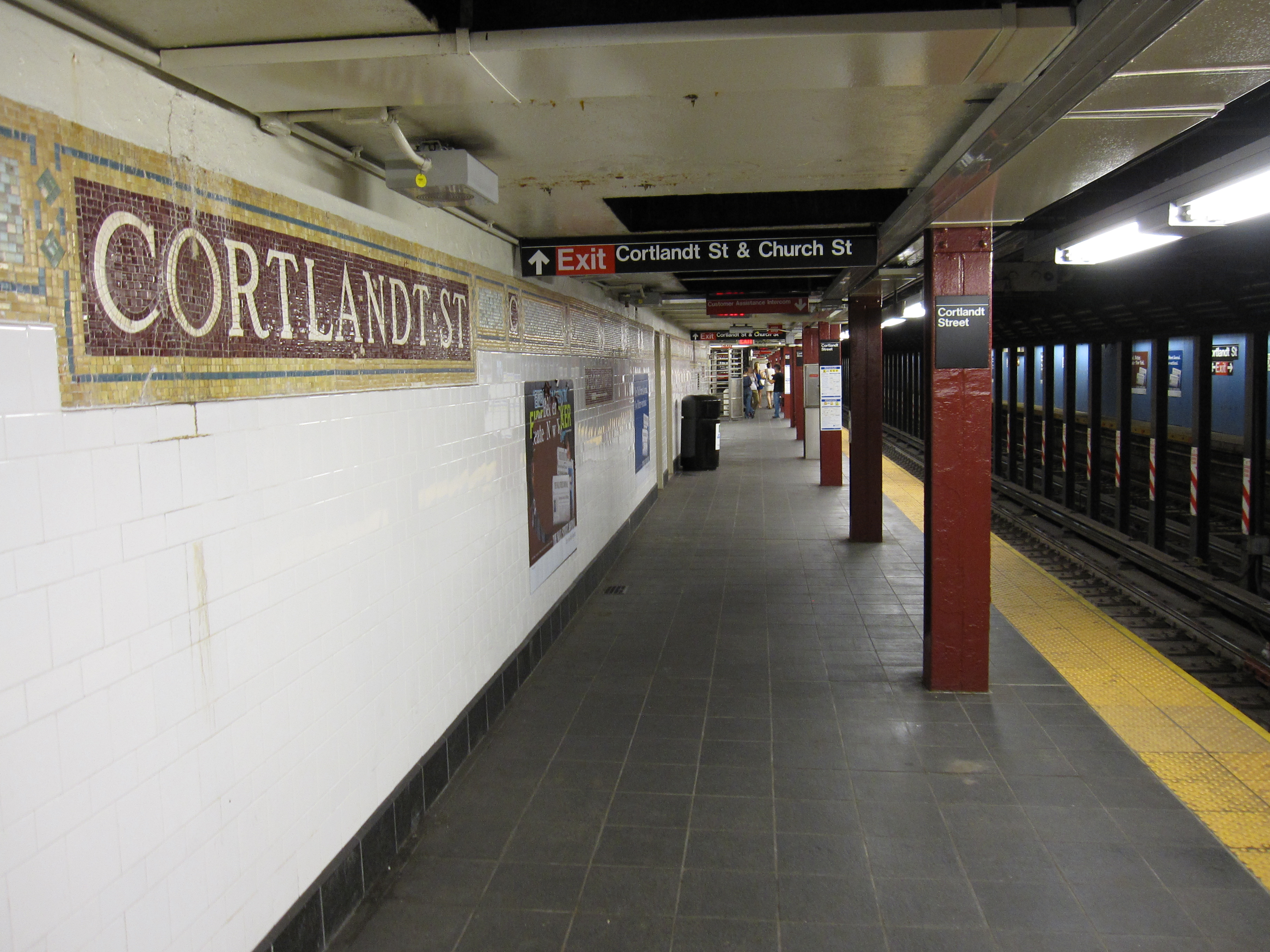
Cortlandt Street
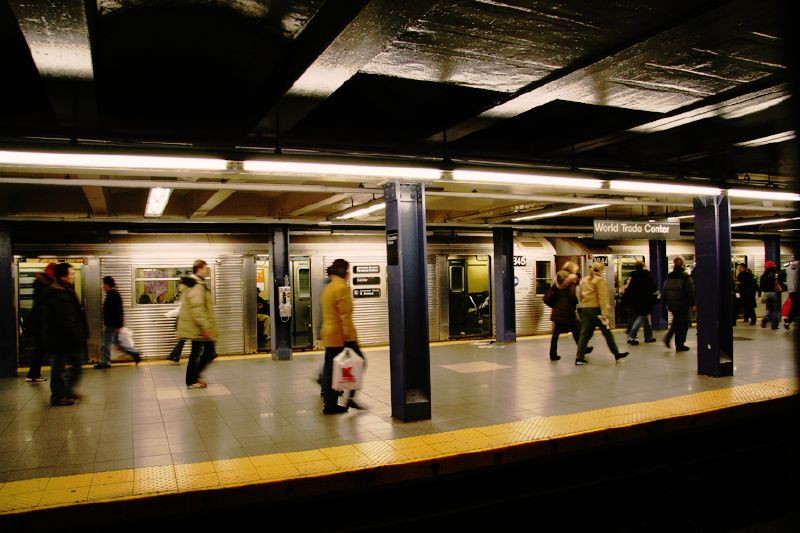
World Trade Center
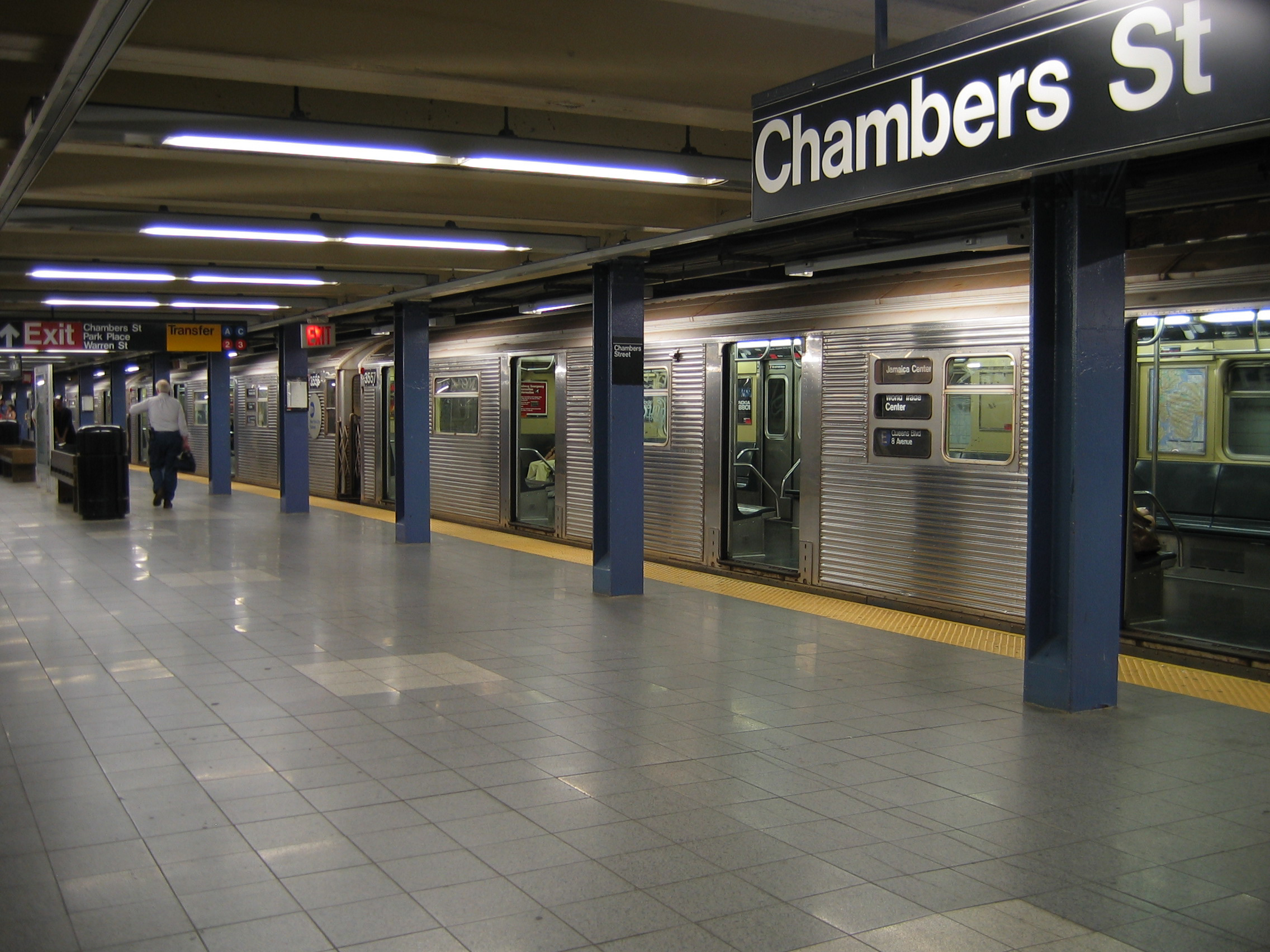
Chambers Street
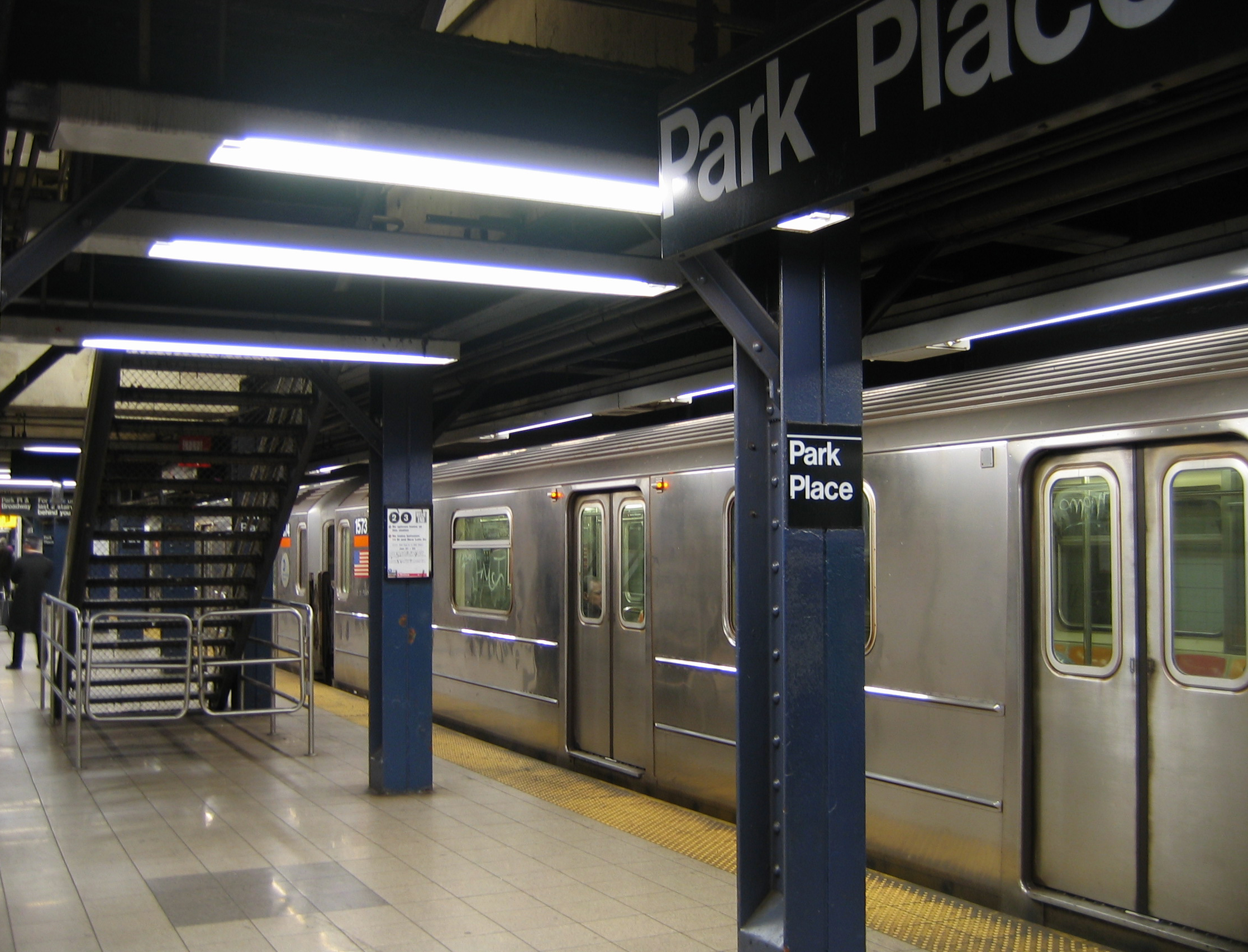
Park Place
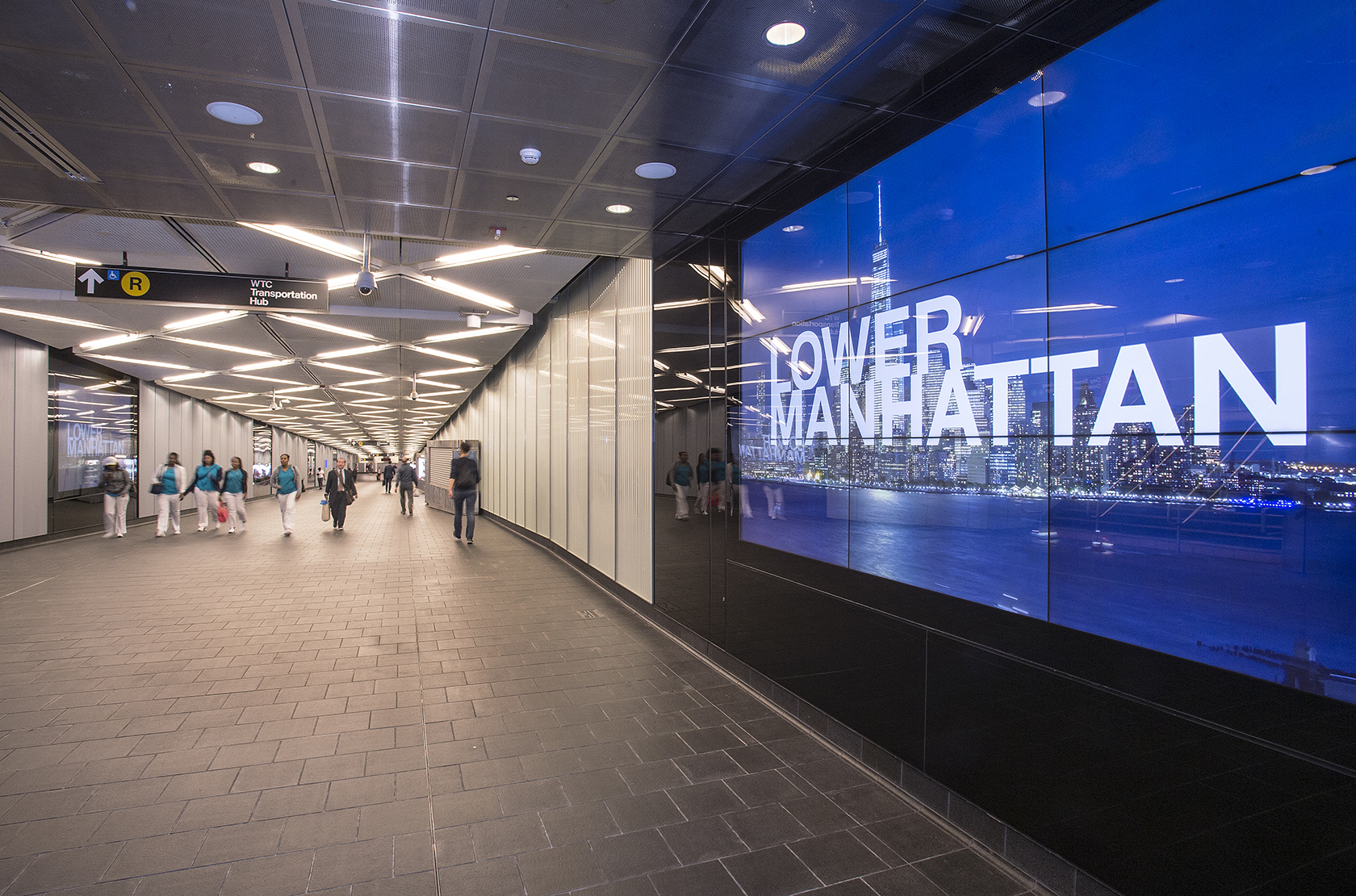
Gången mellan Fulton Street och övriga stationer
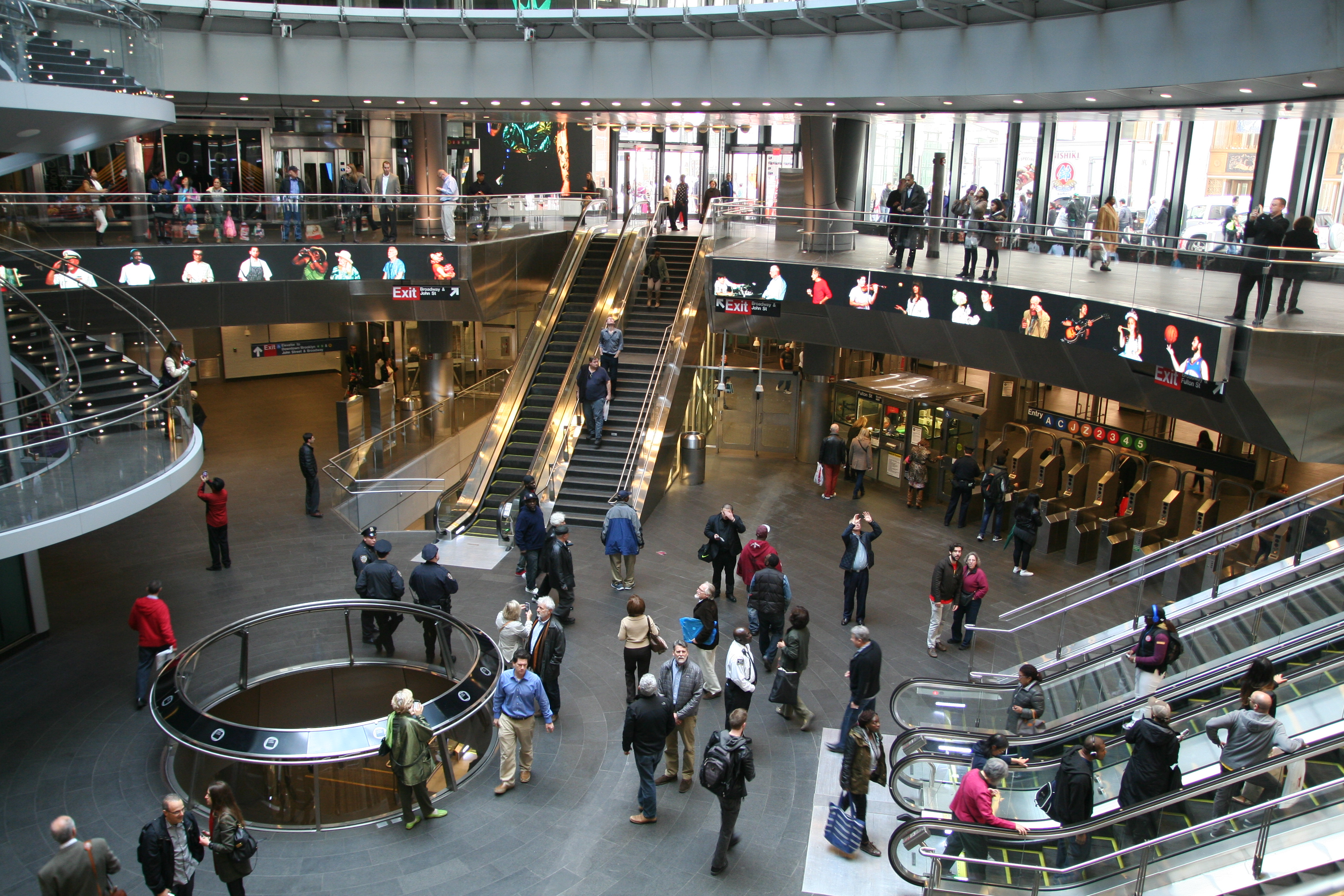
Fulton Street